# Каменищи (Московская область)
Каменищи — деревня в Ступинском районе Московской области в составе Семёновского сельского поселения (до 2006 года входила в Хатунский сельский округ). На 2016 год в Каменищах 4 улицы и 1 тупик. Впервые в исторических документах селение упоминается в 1339 году. В деревне, с XVII века, стояла церковь Рождества Христова, вначале деревянная, на месте которой в 1873—1882 годах была возведена каменная, закрытая в советские годы. В настоящее время восстанавливается, памятник архитектуры местного значения. На деревенском кладбище в конце XIX века был сооружён кирпичный часовенный столб (сейчас служит мемориалом погибшим в Великой Отечественной войне).
Каменищи расположены в юго-западной части района, у границы с Серпуховским, на реке Сушке, левом притоке реки Лопасни, высота центра деревни над уровнем моря — 165 м. Ближайшие населённые пункты: Лапино — примерно в 3 км на север и Барыбино, Серпуховского района — в 2,5 км на северо-запад.

## Население
| 2002 | 2006 | 2010 |
| ---- | ---- | ---- |
| 22   | ↘3   | ↗19  |